# Český královský institut
Český královský institut je česká nezisková organizace, jejímž cílem je seznamovat veřejnost s českou historií a myšlenkou monarchismu a eventuálního návratu českého krále na trůn. 
Institut oficiálně zahájil svou činnost 24. září 2021 v Praze a v jeho čele stojí český právník JUDr. Zdeněk Prázdný. 